# Rhabdomastix shardiana
Rhabdomastix shardiana är en tvåvingeart som beskrevs av Alexander 1957. Rhabdomastix shardiana ingår i släktet Rhabdomastix och familjen småharkrankar.
Artens utbredningsområde är Pakistan. Inga underarter finns listade i Catalogue of Life.